# Тетрафтороцерат(III) калия
Тетрафтороцерат(III) калия — неорганическое соединение,
комплексная соль калия, церия и плавиковой кислоты с формулой KCeF4,
кристаллы.

## Физические свойства
Тетрафтороцерат(III) калия образует кристаллы двух модификаций: 

- α-KCeF4, кубическая сингония;
- β-KCeF4, ромбическая сингония, пространственная группа P nma, параметры ячейки a = 0,62895 нм, b = 0,38040 нм, c = 1,5596 нм.